# Ultra (gruppo musicale)
Gli Ultra sono stati un gruppo musicale britannico particolarmente attivo tra il 1998 ed il 1999. Il nucleo originale era composto da James Hearn (cantante), nato il 19 giugno 1976, Michael Harwood (chitarrista), nato il 12 dicembre 1975, Jon O'Mahony (batterista), nato il 10 agosto 1973, e Nick Keynes (bassista), nato il 3 maggio 1972.

## Storia musicale
Sebbene qualche volta siano stati descritti come una boy band costruita, gli Ultra originariamente erano composti da James Hearn e Michael Harwood, che erano compagni di scuola nello Buckinghamshire (Regno Unito) e compagni di studio alla University of Leeds a metà degli anni '90; si unirono poi a Jon O'Mahony, che era di un paio di anni più grande e frequentava la stessa università.  Dopo essersi laureati formarono un gruppo musicale che decisero di chiamare Ultra, (prendendo spunto dall'omonimo disco dei Depeche Mode), dopo aver utilizzato diversi altri nomi, tra cui Stepping Stoned, Decade e Suburban Surfers.  L'anno seguente si unì agli Ultra Nick Keynes come bassista.

### Successo in classifica
Il loro demo tape finalmente arrivò all'attenzione di Ian Stanley (ex-Tears for Fears), che li fece firmare per l'etichetta  EastWest di Warner. Nel 1998 realizzarono il loro primo singolo, "Say You Do", scritto da tutti i membri del gruppo, numero 11 nel Regno Unito (UK). Il loro singolo successivo, "Say it Once", fu solo numero 16 in classifica in UK, ma raggiunse il numero 5 in Italia. Nel corso dei due anni successivi diversi loro singoli sono stati per molto tempo nelle top 20 UK, Italiana e Spagnola, e nel 1999, il loro album di debutto, Ultra, entrò nella UK top 40 al numero 37.
Il gruppo divenne molto popolare tra il pubblico giovane femminile, sebbene gli Ultra insistessero nel dire che il loro successo derivava principalmente dalle loro canzoni, non dal loro aspetto. Gli Ultra si sono esibiti live e hanno anche fatto da sostenitori a un gran numero di altri artisti pop, inclusa la boy band irlandese Boyzone nel 1997, l'ex-Eternal Louise Nurding per una performance a Wembley,  e la boyband 911. Sono stati particolarmente popolari nel Sud Est Asiatico e in Italia (dove si accalcarono intorno a loro più di 3000 ragazze adolescenti alla registrazione delle canzoni a Milano).

### Divisione della band
Nonostante avessero venduto più di un milione di dischi in tutto il mondo, il gruppo perse il contratto prima ancora di registrare il secondo album, poiché la loro Casa di produzione aveva difficoltà finanziarie. Dopo aver lasciato Warners furono loro offerti molti altri contratti con altre Case discografiche, ma non si concretizzò mai nulla di adatto. La band si divise nel 2001, dopo che James Hearn, disilluso riguardo al business musicale, decise di lasciare. In un'intervista concessa al Daily Telegraph James raccontò riguardo al suo periodo negli Ultra: 
"La mia carriera musicale è stata molto divertente e, poiché un gruppo di ragazzi si radunava alla Leeds University per cercare di dar inizio a un grande periodo di musica, ci siamo divertiti." 

### Formazione dei Rider e carriere successive
Gli altri membri del gruppo ne formarono un altro nuovo con un diversi cantanti di breve durata, tra cui anche Ryan Molloy. I cantanti Alistair Griffin e James Fox sono stati entrambi membri del gruppo per un breve periodo in tempi diversi, anche se non si sono mai incontrati.
Nel 2002 molti membri degli Ultra scrissero e registrarono, come progetto straordinario per celebrare la Coppa del Mondo, una canzone intitolata "England Crazy" (registrato come 'Rider' con Terry Venables). Il brano raggiunse il numero 46 nella classifica britannica, e da allora è stato incluso in un certo numero di compilation a tema calcistico.
O'Mahony, Harwood e Keynes in seguito hanno fondato una casa di produzione, Goldust, che attualmente scrive e produce per artisti come Bryan Adams, Kylie Minogue, Natasha Bedingfield, Phixx e Liberty X. Hanno anche scritto musica per alcuni film, come The Magic Roundabout o la title track del film di Andy García "Modigliani".
James Hearn inizialmente ha lasciato il business musicale per lavorare come geometra a Slough, ma nel 2004 è ritornato all'università. Ha continuato a scrivere e a produrre tracce per altri artisti.

### Secondo album
Nel 2005 il gruppo (ad eccezione del cantante, James Hearn) si è riunito per rivedere e pubblicare, a distanza di anni, il loro secondo album mai realizzato (datato 2000), The Sun Shines Brighter, che contiene anche canzoni scritte dal precedente membro Alistair Griffin (che ha fornito un contributo vocale straordinario in una delle tracce). I Producer credits sull'album includono Ian Stanley (che ha prodotto il loro primo album), Claudio Guidetti (Laura Pausini, Eros Ramazzotti, Max Pezzali) e Ash Howes (Texas, Blue). Il disco è stato pubblicato il 2 ottobre 2006 per la Goldust label.

## Discografia

### Singoli
Singoli entrati nelle classifiche europee.

#### Come Ultra
- Say You Do (Aprile 1998, UK numero 11)
- Say It Once (Luglio 1998,UK numero 16, Spagna numero 6, Italia numero 5, AUS numero 4)
- The Right Time (Ottobre 1998, UK numero 28)
- Rescue Me (Gennaio 1999, UK numero 8)
- Blind To The Groove (Luglio 1999 Spagna numero 9)
- The time is over

#### Come Rider (con Terry Venables)
- England Crazy (2002 UK numero 46)

### Album
- Ultra (Feb 1999, numero 37 UK)
- The Sun Shines Brighter (Oct 2006)